# Leão Maleíno
Leão Maleíno (em grego medieval: Λέων Μαλεΐνος; romaniz.: Léon Maleïnos), chamado de Laune Camaladim (Lāwun Kamāladdīn), Laune ibne Almalaini (Lāwun b. al-Malā'inī; por Iáia de Antioquia) e ibne Almalaini (Ibn al-Malā'inī, por Abu Firas Hamadani) em fontes árabes, foi um nobre e oficial bizantino do século X.

## Vida
Leão provavelmente era filho de Constantino e irmão de Eustácio. Ele participou na Batalha de Marache de 953 contra as tropas do emir de Alepo Ceife Adaulá (r. 945–967) e esteve entre as vítimas do exército bizantino. Na ocasião foi descrito pelo termo árabe bitrique (biṭrīq) que pode significar tanto comandante militar como patrício, não sendo possível determinar em qual sentido o termo foi empregado.